# Suracarta taeniata
Suracarta taeniata är en insektsart som beskrevs av Schmidt 1910. Suracarta taeniata ingår i släktet Suracarta och familjen spottstritar. Inga underarter finns listade i Catalogue of Life.